# Reino de Dagom
Reino de Dagom (em dagani: Dagbon), muitas vezes referido como Reino Dagomba em alusão ao grupo étnico que o fundou, é um reino tradicional mossi do Gana, fundado no século XIV ou XV e que existiu oficialmente até a fundação do Gana em 1959. Ele compreende atualmente a Região Norte do país.

## História
Dagom é um dos reinos fundados pelos mossis no arco do rio Níger. Tanto o manuscrito do século XV de Abecal ulde Audar como a tradição oral colocam que os mossis são forâneos, quiçá oriundos do lago Chade ou da Hauçalândia. Na tradição oral, Toaziê, o "Caçador Vermelho", saiu de Tunga, ao leste do Chade, atravessou a Hauçalândia e foi ao Império do Mali, onde serviu nas tropas do mansa e se casou com sua filha Paga Uabaga. O filho deles, Copogonumbo, serviu o mansa antes de partir para os gurmas, ao sul dos songais, onde desposou a esposa do chefe local. Logo matou seu sogro e impôs-se como senhor da população local. Um de seus filhos, Na Nadega, deslocou-se para o sul, no nordeste do atual Gana, onde se estabeleceu em Pusiga, no Gambaja, que tornar-se-ia capital do Reino de Mamprusu dos mamprúsis. Ao falecer, reinou Zirili, e com a morte do último se deflaga guerra entre seus filhos. Um deles, Sitobo, foi para o sul e fundou Dagom com capital em Iendi-Dabari.
Sob Niagse, filho de Sitobo, Dagom foi consolidado com a subjugação violenta dos nativos, a morte de seus chefes religiosos e a imposição de seus seguidores como chefes nas aldeias. Exceto concombas do rio Oti e dogons de Bandiagara que escaparam à dominação, os locais serviram o reino como arqueiros. Na contramão, entretanto, os Dagombas optaram por adotar a fala local, de matriz gur. Sua capital Iendi-Dabari ficara na rota que levava a Bono-Mansu, por onde se fazia o comércio de ouro proveniente do país dos acãs. Escavações no sítio revelaram ruínas do fim do século XVII, quando a cidade foi desocupada, que contém edifícios comerciais adjacentes a largos pátios descampados, onde se guardavam os animais empregados nas caravanas.
O abandono da capital foi decorrência das guerras travadas contra o Reino de Gonja. Este invadiu Dagom e tomou suas porções mais a oeste, bem como impôs fragorosa derrota a Na Dariziego em Iapei. Numa das campanhas de Gonja, Iendi-Dabari foi tomada e Dagom transferiu sua sede para Iendi, uma antiga cidade concomba. Tais guerras duraram cerca de um século e findaram pouco antes do início dos conflitos entre Dagom e o Império Axante. Em 1744-1745, os axantes ocuparam Dagom e administraram-o até 1874. Em 14 de novembro de 1899, um tratado anglo-germânico repartiu Dagom, com Iendi e boa parte da porção oriental do reino ficando sob os alemães e o restante com os britânicos. A partir de 4 de dezembro de 1899, britânicos, franceses e alemães começaram a invadir o país, com os últimos derrotando um exército Dagomba em Adibo. Em 5 de dezembro, Iendi foi destruída. Em 1914, após a Primeira Guerra Mundial, o Reino Unido incorporou a totalidade de Dagom em sua colônia da Costa do Ouro.

## Administração
Dagom era uma sociedade patrilinear regida por um chefe que utilizava o título de Ia Na, que tinha autoridade para nomear seus subchefes. Ia Na, por sua vez, era escolhido entre os chefes de Caraga, Savelugu ou Miom. Na administração, eram os eunucos que exerciam pleno poder.